# Меморіальний музей Володимира Івасюка
Меморіальний музей Володимира Івасюка — музей у Чернівцях, присвячений Володимирові Івасюку (4 березня 1949—квітень-травень 1979), видатному українському композитору і поету, одному із основоположників української естрадної музики, який трагічно загинув у віці 30 років.

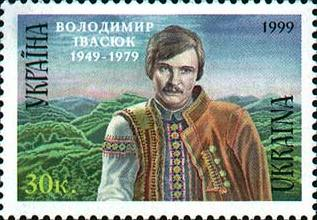
Володимир Івасюк на українській поштовій марці

|  | «Сьогодні двері музею відкриті для всіх. Всього за 16 років тут побували не лише чернівчани чи кияни й харків’яни — творчому генію Володимира вклонилися гості з Австрії, Голландії, Японії, Канади, Чехії, Сполучених Штатів Америки…» (Парасковія Нечаєва) |

## Історія створення музею
Відкриття Меморіального музею Володимира Івасюка (Чернівецького обласного меморіального музею Володимира Івасюка) відбулось 4 березня 1999 року, до 50-річчя від дня народження Володимира Івасюка, за участі першого складу ансамблю «Смерічка» Левка Дутківського, з яким Володимир співпрацював у 1970–1972 роках, президента Всеукраїнської асоціації естрадних діячів Віктора Герасимова, міністра культури Дмитра Остапенка, відомих українських співаків Павла Дворського, Оксани Савчук, Івана Кавацюка, Ірини Шинкарук.

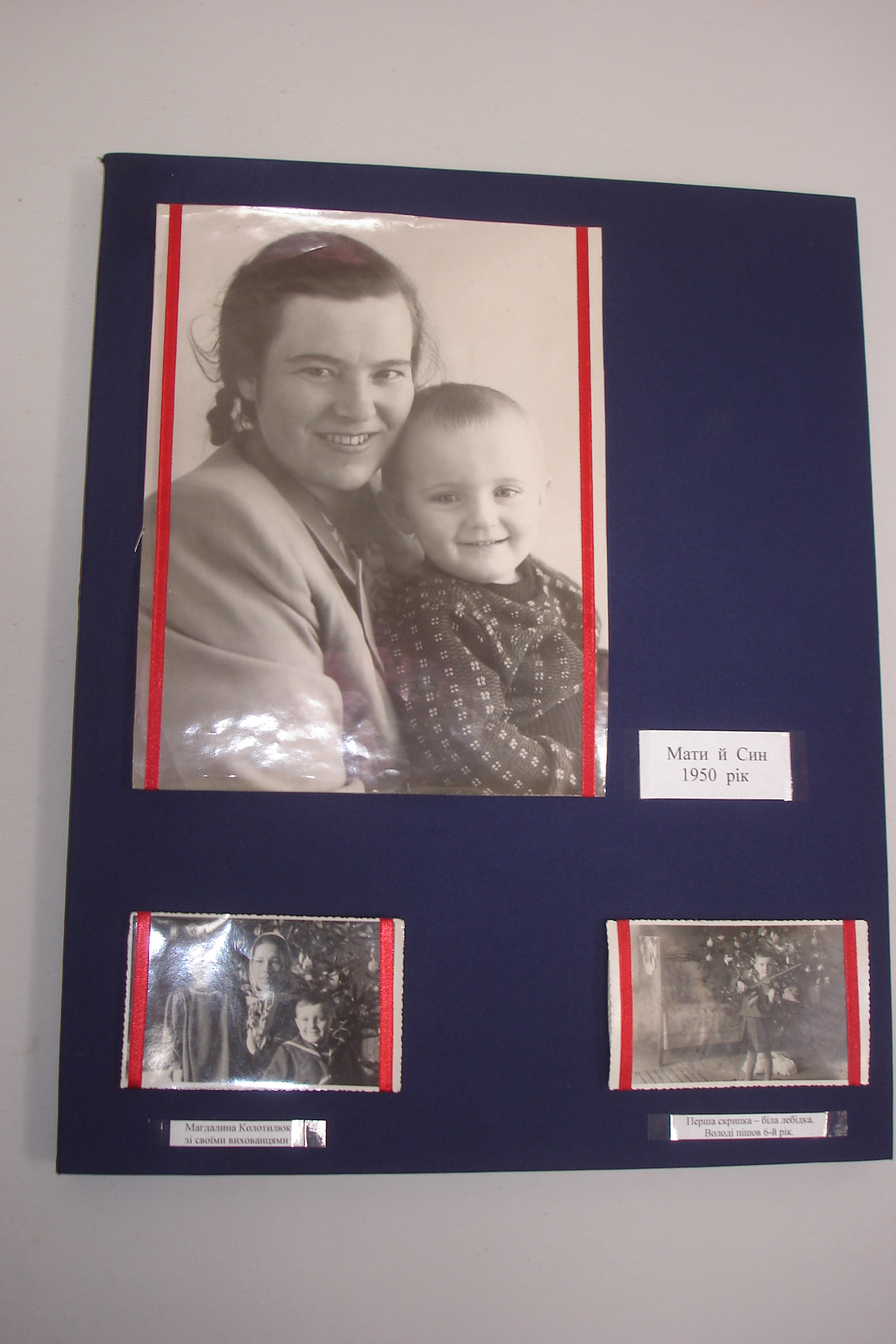

З того часу меморіальний музей Володимира Івасюка став своєрідним центром популяризації української пісні в її найкращих, найвидатніших зразках, місцем цікавих літературних заходів, конкурсів, концертів, виставок. Музей відвідують гості не лише з України, а й з Канади, Австралії, Німеччини, Франції, Польщі, Японії, Італії, Румунії, Іспанії тощо, залишають в «Книзі відгуків» емоційні записи різними мовами.
Розпорядження про створення установи підписав 26 лютого 1993 року тодішній Представник Президента України в Чернівецькій області Іван Гнатишин на пропозицію діячів культури й мистецтва Буковини з метою гідного вшанування пам'яті видатного українського композитора в чотирикімнатному помешканні письменника Михайла Івасюка (батька Володимира Івасюка), в будинку на розі вулиць Шевченка і Маяковського (з 2022 року - вулиця Івана Дзюби).

Володимир Івасюк прожив у цій квартирі недовго — з червня 1971 по серпень 1972 року, переїхавши згодом у Львів, але ніколи не забував батьківський дім. Саме тут він відсвяткував останній, 30-й, день народження.
Становлення музею проходило важко (Перший директор музею — Парасковія Нечаєва — винесла на собі весь тягар перших років становлення. Її називали «Берегинею Івасюківського музею»).
Багато робіт при ремонті приміщення було виконано на благодійних засадах.
Невеликий колектив співробітників музею, ще до завершення створення стаціонарної експозиції, провів ряд культурних заходів.
Першу свою роботу — виставку «Шкільні роки батька й сина» — музей представив чернівчанам уже в жовтні 1996 року в приміщенні міської дитячої бібліотеки по вулиці Комарова. Експозицію оформили талановиті художники Наталя Ярмольчук і Валерій Гнатюк. Ту виставку відвідало майже 2000 школярів мікрорайону.
До 90-річчя з дня народження письменниці Ірини Вільде, з якою обидва — і Володимир, і Михайло Івасюки — підтримували дружні стосунки протягом багатьох років і, яка назвала Володимира «найкращим твором» письменника (Михайла Івасюка), була відкрита виставка із залученням до музейних експонатів рідкісних книг і автографів із села Веренчанки Заставнівського району Буковини — батьківщини дитинства Ірини Вільде.
У листопаді 1997 року в музеї, у зв'язку з відзначенням 80-річчя з дня народження батька Володимира, був відкритий меморіальний кабінет Михайла Івасюка (він відігравав видатну роль у житті краю як відомий письменник, громадський діяч, учений, фольклорист, педагог). Серед учасників відкриття були письменники Роман Кудлик, Степан Пушик, чернівецькі літератори й учені, та доньки Михайла Івасюка Галина і Оксана.

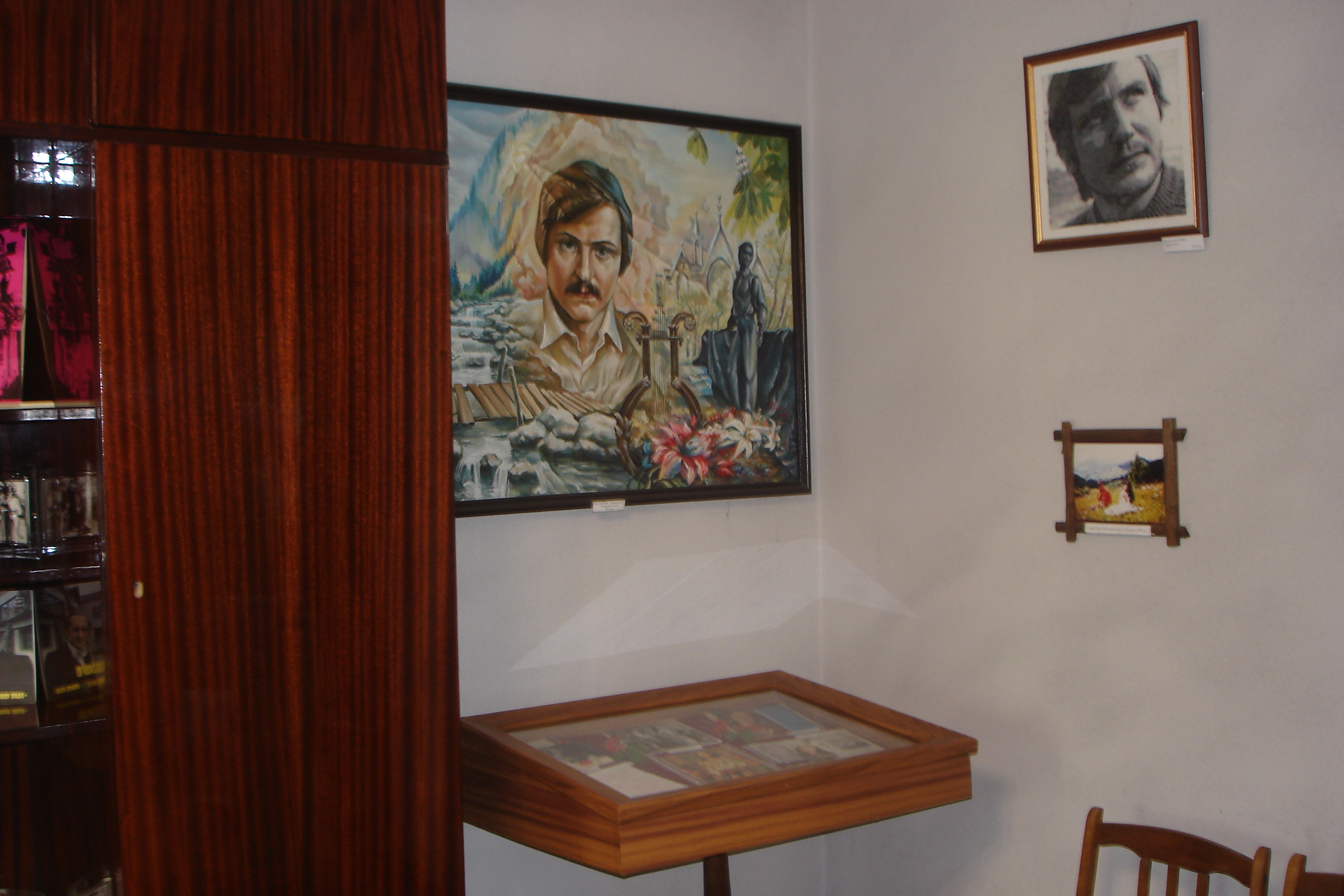

На фасаді будинку було відкрито пам'ятну дошку, присвячену Михайлу Івасюку (ще в 1989 році, під час проведення першого Всеукраїнського фестивалю «Червона рута», на будинку було встановлено меморіальну дошку на честь Володимира Івасюка — автора надпопулярних «Червоної рути» й «Водограю»).
В березні 1998 року відкрито виставку «Красна пісня на всі голоси» — посвяту «Червоній руті». На цей час в музеї вже була своя аудіо-відеотехніка, придбана за рахунок гранту Міжнародного фонду «Відродження», наданого на проведення конкурсу юних композиторів «Мандрівний музика».
Влітку 1998 року в історії музею відбулась ще одна знаменна подія — на місце було повернуто рояль Володимира Івасюка, що з 1993 року перебував в експозиції Чернівецького обласного краєзнавчого музею.
15 липня 1998 року відбулась урочиста презентація Володиного рояля, на якому вперше зіграла талановита авторка-виконавиця співаної поезії, відома українська літературознавиця, кандидатка філологічних наук, доцентка кафедри української літератури, сьогодні заступниця декана філологічного факультету з навчально-виховної роботи Чернівецького національного університету ім. Ю. Федьковича Лариса Бережан-Маркуляк.
Саме тоді закінчився ремонт у помешканні квартири й відділу фондів. Не було можливості замовити виконання експозиції професійним музейним дизайнерам — цю роботу прийшлось взяти на себе співробітникам музею. Було збережено інтер'єр кімнати, в якій жив і працював Володимир у 1971–1972 роках, повністю; частково збережено інтер'єр кімнати батьків, а останню виділено для оглядової експозиції про життя й творчість композитора. 
З 2019 року експозиція Чернівецького обласного меморіального музею Володимира Івасюка оновлена.

## Експозиція музею

### Зала № 1. Кабінет Михайла Івасюка
Перша музейна кімната – кабінет Михайла Григоровича Івасюка (1917 – 1995), відомого українського письменника, фольклориста, науковця, громадського діяча, голови родини. Експонати робочого кабінету Михайла Івасюка якраз і розповідають про його багаторічну письменницьку працю.

Відвідувачі музею зможуть відчути дух «інтелігента з мужицькими руками», оглянути цікаві історичні документи років навчання майбутнього письменника у Кіцманському ліцеї-інтернаті «Дімітрі Кантемір» та Чернівецькій гімназії «Мірон Костін», його зошити. Через неспроможність М. Івасюка у 1939 році (Буковина тоді була під владою Румунії) заплатити за навчання в університеті, його відраховують, а восени, перейшовши кордон під Снятином, Михайло потрапляє до рук радянських прикордонників і у сталінських таборах перебуває до 1946 року. Ці події письменник описує у автобіографічному романі у новелах «У царстві вертухаїв», який виданий вже посмертно у 2007 році.

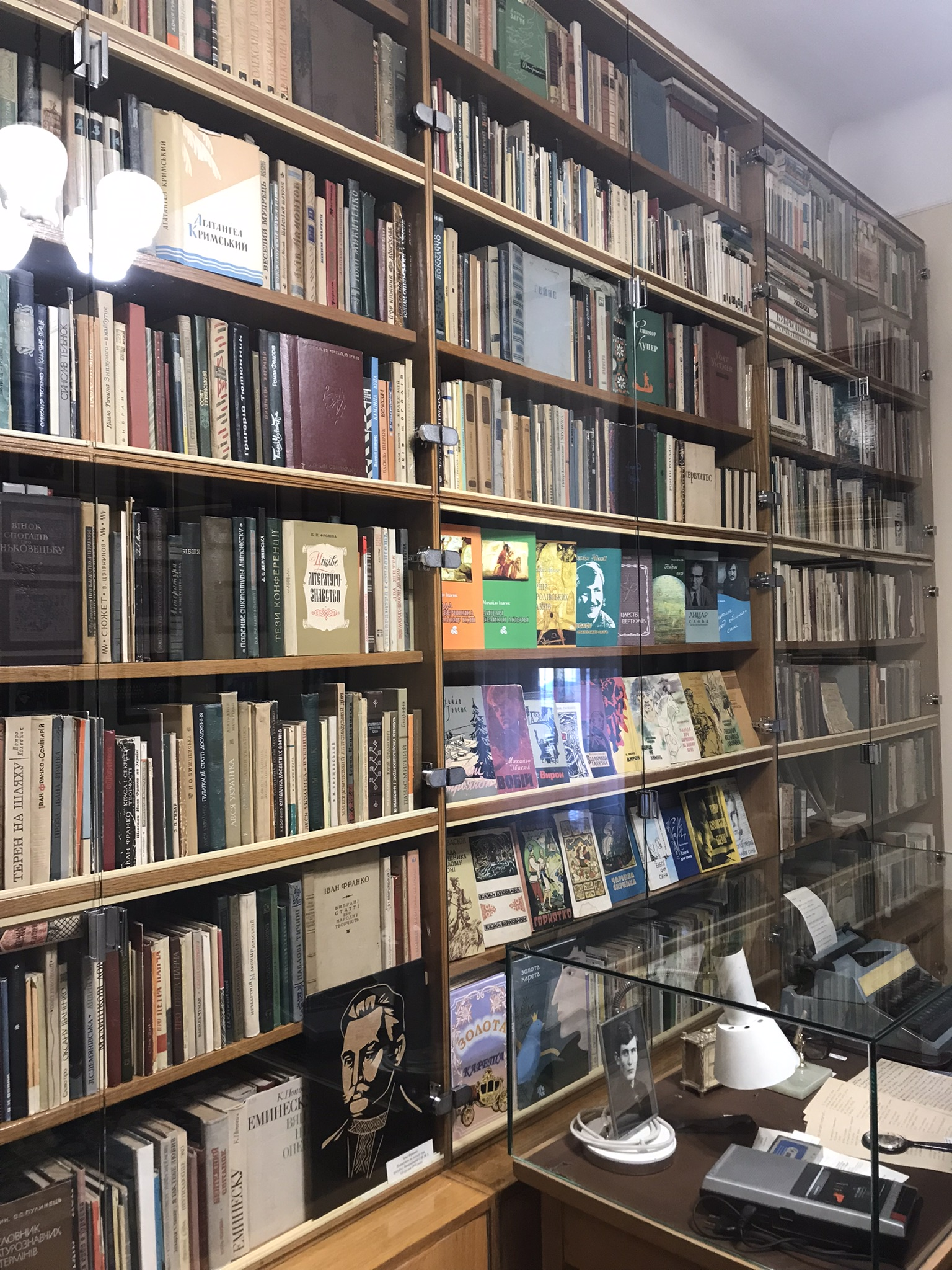

Високий стелаж, що складається з 24 метрових полиць, і нині заповнений книгами, які купував, читав, вивчав, досліджував Михайло Івасюк. Креслення цього стелажу зробив Володимир Івасюк. Колись усі книги не вміщалися навіть на цих полицях — у Івасюків була одна з найбільших приватних бібліотек на Буковині. Цінними є рідкісні видання творів Тараса Шевченка 1890 року, підручник «Музична гармонія» Сидора Воробкевича 1869 року (румунською мовою), «Словник іншомовних слів» 1909 року — раритетні книги, яких в Україні одиниці. Приваблюють перші видання творів українських письменників, свого часу заборонені. До прикладу, роман «Мальви» з автографом автора, збірка поезій Миколи Руденка «Всесвіт у тобі», давні видання Воробкевича, Богдана Лепкого.Серед великої кількості книг є полички з авторськими виданнями – романи «Вирок», «Червоні троянди», «Серце не камінь», художньо-документальну повість «Монолог перед обличчям сина», книга поезій «Елегії для сина», та ін. Окрім того, Івасюк-старший видав три книжки казок, написав і захистив кандидатську дисертацію про письменника Сильвестра Яричевського, а на схилі життя багато часу й енергії віддав публіцистичній діяльності, відновленню в літературі забутих імен.
З 1966 по 1987 рік Михайло Григорович Івасюк працював на кафедрі історії української літератури Чернівецького державного університету, з 1972 року – кандидат філологічних наук, доцент цієї ж кафедри. Його дуже поважали і шанували студенти, про що свідчать численні листи, вітальні листівки, поетичні посвяти.
Робочий стіл письменника, який обов'язково приверне увагу відвідувачів — це окрема історія: він мандрував за Івасюком з Кіцманя, з квартири на квартиру. На столі — ручка, окуляри, друкарська машинка, однокасетний магнітофон, візитівки, папір нестандартного розміру — саме на такому любив писати Івасюк. Серед великої кількості світлин на стіні, яку письменник називав «мій іконостас» – дорогі серцю та душі Михайла Григоровича люди – дружина, син, доньки, друзі, побратими. 
Фотографії були в кожній кімнаті й здебільшого оформлялись у рамки самим Михайлом Григоровичем. Поруч представлені і речі з власного гардеробу письменника,  його нагороди та пошанування за письменницьку та сподвижницьку роботу.

### Зала № 2. Родинна кімната
У цій кімнаті Михайло й Софія Івасюки прожили з 1971 по лютий 1995 року. Тут чимало документів, фотографій того періоду. Для подружжя Івасюків центром їхнього всесвіту були діти, їх здоров'я, освіта, відпочинок, духовне збагачення. Усі троє дітей Івасюків відмінно вчилися в обох школах — середній і музичній — про це засвідчують їхні табелі, грамоти, інші нагороди.
У вітринах представлені збережені з любов’ю речі та документи про роки навчання у школі та вищих навчальних закладах, що належали мамі Володимира Івасюка Софії Іванівні; дитячі зошити, ноти і грамоти Володі та сестричок Галі й Оксани. Цікавою для відвідувачів буде інформація про янгола-охоронця родини, няню Магдалену Порфиріївну Колотелюк. 
Зворушливий фотопортрет, подарований батьками Володі на двадцятип’ятиріччя, також є своєрідним мистецьким твором і подобається багатьом шанувальникам творчості композитора з написом на звороті: «Дорогому Володькові, нашій гордості, в день двадцятип’ятиріччя, від тата і мами. 4 березня 1974 року».
Пам’ять про тих, хто творив історію – батьків Софії Іванівни (Івана та Лепистинії Корякіних) та Михайла Григоровича (Григорія та Олександри Івасюків), членів родини – демонструє велика кількість старовинних фотографій. 
У родині Івасюків шанували пам’ять про своїх предків, оберігали сімейні реліквії та традиції, передавали їх у спадок як живу мудрість та досвід для наступних поколінь. Поруч із старовинними фотографіями – неординарний мистецький твір заслуженого художника України Василя Шевчука «Янгол з пораненим крилом» (2004), зворушлива посвята генію сучасної української музики.
Представлений в оновленій музейній експозиції родинний кольоровий телевізор «Електрон 714», на якому дивилися новини та з нетерпінням чекали популярних телевізійних програм, де звучали пісні Володі.
Авторська копія триптиху «Червона рута» (2004) львівського художника Миколи Горди, подарована автором Чернівецькому обласному меморіальному музею Володимира Івасюка 4 березня 2005 року, також привертає увагу відвідувачів.
Мода 70-х років ХХ столітті була індивідуальною та експресивною. Яскравий одяг допомагав чоловікам якнайповніше себе представити. Це підтверджує і одяг Володимира Івасюка, який можна побачити у вітрині. Також поруч – валіза, парасоля, шкіряна папка, пляшечки від улюблених одеколонів, гаманець з грішми, гребінець, індивідуальні засоби для гоління. Численні сувеніри й посуд, що привезені з усіх усюд привернуть увагу як юних відвідувачів, так і людей старшого віку, молодість яких також припала на 70-80-ті роки ХХ століття. Серед музичної апаратури, якою послуговувався Володимир Івасюк є програвач, бобінний магнітофон, стереосистема "Естонія", найкраща на ті часи. Родина Івасюків полюбляла слухати мелодії відомих зарубіжних та українських популярних виконавців, естрадних оркестрів, класичних композиторів. В експозиції представлена частина великої колекції платівок із записами улюблених виконавців, груп, оркестрів, таких як: Соломія Крушельницька, Іван Козловський, Анатолій Солов’яненко, тріо Мареничів, Барбара Стрейзанд, Дін Рід, The Beatles, сестри Байко та інші.
Завершує експозиційну композицію родинної кімнати натюрморт "Гладіолуси" – подарунок народного художника України Володимира Патика (1926 – 2016) композиторові Володимиру Івасюку за життя, який зацікавить поціновувачів живопису.

### Зала № 3. Кабінет Володимира Івасюка
Центральне місце займає старовинний австрійський рояль фірми «H. Kalles» кінця ХІХ століття.
«У 1960 році в нашій родині відбуваються великі події – народжується Оксана; у видавництві «Молодь» виходить у світ мій роман «Червоні троянди» і я у Чернівцях купую дітям рояль, і в нас починається свято, неначе в нашу хату завітала дорога людина, яку ми з нетерпінням чекали. Рояль майже новий, навіть поблискує лаком брунатного кольору. Рояль нам дорогий ще й тим, що він оздоблений твоїми, татку, «червоними трояндами», – казав Володя», – так згадував про рояль М. Г. Івасюк у повісті «Монолог перед обличчям сина».
Ось з таким інструментом, ще з малих років пов’язав себе і композитор, музикант, Герой України – Володимир Івасюк. Перед нами вітрина, де представлені архівні матеріали перших кроків Володимира Івасюка на музичній ниві.
В експозиції представлені дві скрипки Володі – для молодшого віку і для старшого, цікаві знімки. З любов’ю збережені і особисті предмети побуту, одяг, книги, рибальське знаряддя та велике розмаїття музичної апаратури.
Про мандрівки Володимира Івасюка Україною – Карпатські та Кримські гори, щорічні поїздки з родиною на Чернечу гору, відвідини польських міст Гданську, Варшава, Краків під час поїздки на Сопотський пісенний фестиваль у 1974 році, круїз на теплоході «Колхіда», країнами ближнього зарубіжжя – розкажуть світлини.
На світлинах друзі Володі: Левко Дутковський, Назарій Яремчук, Василь Зінкевич, Ростислав Братунь, Іван Миколайчук, Василь Селезінка, Василь Стріхович, Жан Макаренко. Книжкова шафа, з невеличкою частиною власної книжкової бібліотечки Володимира Івасюка (інша – у Державному архіві Львівської області). Цікаво буде також ознайомитися з літературними вподобаннями митця. Тут представлена музична, довідкова література, пригодницькі романи, поезії.
У родині Івасюків шанували українську народну творчість. Батько Володі був відомим фольклористом, збирав не тільки українські народні казки, а й старовинні звичаї та обряди. Володю, звичайно цікавила українська народна пісня. Одного разу юний композитор почув легенду від старої горянки, мешканки села Розтоки Путильського району Чернівецької області, під час зйомок фільму «Білий птах з чорною ознакою (брав участь як танцюрист у сцені «Весільний танець»), яка його напрочуд зацікавила. Довго не давався текст, він звертався до фольклористів про існування такої квітки. Часто, буваючи у гірських походах, питав у горян, чи чули вони про червону руту. Образ червоної рути Володя пізніше знайшов у «Етнографічному збірнику» (1906-1907 років видання, за редакцією  Володимира Гнатюка) з  домашньої бібліотеки з дарчим написом від професора Анатолія Волкова. 
Зупините свій погляд на журнальному столику – робочому місці Володимира Івасюка, де творилися пісні, побачите речі, що належали Володі. Цікавим і пізнавальним буде для Вас і той факт, що Володя був художником. В експозиції представлено 6 дитячих робіт та три портрети – сестри Оксани, батька та друга з Чернівецького медінституту Олександра Луценка.
Володимир Івасюк є автором щонайменше 100 естрадних пісень, 50 інструментальних творів та музики до двох вистав «Мезозойська історія» і «Прапороносці» (афіша до цієї вистави з побажаннями усього акторського складу займає чільне місце в експозиції).

### Зала №4. Вітальня
Володимирові Івасюку присвячено дуже багато мистецьких та художніх творів. У цій кімнаті представлені мистецькі роботи: гобелен художника Михайла Єлісаветія «Тече вода, тече бистра», декоративний пласт «Квітка надії» Ярослава Пасічанського, керамічні твори «Мандрівний музика» Юрія Стрипка та Іллі Василовича, "Квітка Цісик" Йосипа Захандревича, "Портрет Володимира Івасюка" Андрія Холоменюка, а також петриківський розпис Світлани Біленко за мотивами пісні "Червона рута", "Зірваний лист" Івана Онуфреєва, батік "Легенда про пісню" Оксани Петращук, метелик з лози у техніці лозоплетіння Івана Снігура.
У першій вітрині знаходяться документи та фото Володі під час навчання у Кіцманській музичній школі, яка від 1999 року має його ім’я; світлини ансамблю «Буковинка», керівником якої був Володя, перші автографи пісень «Мандрівний музика», «Ласкаво просимо», познайомитеся з першими кроками до слави – участь у телепередачі «Камертон доброго настрою» у 1970 році під час навчання у Чернівецькому медінституті. 
Одночасно, у цьому ж 1964 році, Володя створює ансамбль «Буковинка» із випускників Кіцманської музичної школи, своїх талановитих ровесників, керує ним, пише для них пісні. Ансамбль був популярним не тільки на теренах області, а й на республіканському конкурсі – огляді художньої самодіяльності. Саме оцей фотофакт є підтвердженням щасливих миттєвостей «Буковинки», коли ансамбль отримав друге місце на республіканському конкурсі і подорожували радісні юні переможці по Дніпру. Також можете переглянути і декілька з численних подяк, які були адресовані ансамблеві «Буковинка» та їхньому надзвичайно обдарованому та працьовитому керівникові Володимирові Івасюку (подяка Комітету по радіомовленню і телебаченню учасникам ВІА «Буковинка» від 9 грудня 1965 року; грамота 1966 року).
В експозиції представлені також медичні малюнки, сторінки конспектів з хімії студента Володі. Будете захоплені фотоарсеналом та кінокамерами з власної колекції Володимира Івасюка, адже він був вправним фотомайстром. Загалом у фондах музею налічується понад 300 робіт Володимира Івасюка. На ту пору, коли Володя займався фотосправою, а це були 60-70-ті роки минулого століття, порівняно із сучасним виготовленням фотографій, це був процес дуже трудомісткий. Використовувалося багато приладів: бачок для проявлення плівки, фотозбільшувач, кюветки різного розміру та розчини: проявник, стоп-розчин, фіксаж.
У другій вітрині –  з першими успіхами молодого композитора на Всесоюзній сцені, що дало поштовх для світового визнання: зйомки українського музичного телевізійного фільму «Червона рута» (1971 рік), участь у телефестивалях «Пісня – 71», «Пісня – 72», телепередачі «Алло, ми шукаємо таланти» (1972 рік), автографи пісень композитора. 
Зможете повернутися у минуле за допомогою світлин, які зроблені Володею під час Сопотського пісенного міжнародного фестивалю у 1974 році у Польщі, на якому Софія Ротару здобула перемогу з піснею Володимира Івасюка «Водограй».
В останній вітрині можна ознайомитися з композиторськими напрацюваннями: «Одруження журналіста», лібрето рок-опери «Дарина», кантатою «Чуття єдиної родини» на слова М. Рильського та П. Тичини, які так і не були завершені.
Вперше в експозиції представлені фотографії трагічної події – похорону Володимира Івасюка, який відбувся 22 травня 1979 року та перетворився на велелюдний 50-тисячний мітинг.

## Творчі заходи музею
У музеї Володимира Івасюка відбуваються різноманітні заходи, такі як виїзні виставки, лекції, конкурси для молоді, масові заходи, перегляд фільмів та інше.